# Núria Lozano i Montoya
Núria Lozano i Montoya   (Barcelona, 1967) és una advocada i diputada al Parlament de Catalunya (13a legislatura) per En Comú Podem.
Llicenciada en dret per la Universitat de Barcelona (1990) i màster en peritatge judicial i auditoria en prevenció de riscos laborals per la Universitat Camilo José Cela (2018). Professora de matèries jurídiques i preventives, col·labora, des del 2020, amb la Universitat Oberta de Catalunya, on imparteix assignatures sobre fonaments i àmbit jurídic laborals. Ha desenvolupat la seva activitat professional per compte propi com a advocada, d'ençà del 1990 i fins a l'actualitat, i com a tècnica superior i auditora en prevenció de riscos laborals, d'ençà del 2001. Membre de l'Executiva i el Consell Nacional del partit Catalunya en Comú, formació de la qual és responsable de sectorial i de programa d'ençà del 2017. Membre de la Comissió Col·legiada i de la Coordinadora Federal d'Izquierda Unida, on desenvolupa tasques de responsable federal de plurinacionalitat des del 2016. Coordinadora nacional d'Esquerra Unida de Catalunya, escollida en l'assemblea constituent del 2021. Regidora de L'Hospitalet del Llobregat (En Comú Podem) d'ençà de les eleccions municipals del 2019.